# Parasmittina serruloides
Parasmittina serruloides är en mossdjursart som beskrevs av Harmelin, Bitar och Zibrowius 2009. Parasmittina serruloides ingår i släktet Parasmittina och familjen Smittinidae. Inga underarter finns listade i Catalogue of Life.